# جيران عليا
جيران عليا هي قرية في مقاطعة أرومية، إيران. عدد سكان هذه القرية هو 175 في سنة 2006.